# Melissa M
Pour les articles homonymes, voir Melissa.
Melissa M ou encore Melissa, née Melissa Merchiche le 21 août 1985 à Marseille, est une chanteuse française de R'n'B. Elle a sorti son premier album Avec tout mon amour en 2007, dont l'extrait Elle s'est classé à la première place du Top 50 français. Elle vit à Biver (Bouches-du-Rhône), hameau de Gardanne près d'Aix-en-Provence.
Elle ne doit pas être confondue avec la chanteuse et actrice Melissa Mars, également originaire des Bouches-du-Rhône.

## Biographie
Melissa Merchiche est née le 21 août 1985 dans le sud de la France en région Provence-Alpes-Côte d'Azur à Marseille. Ses parents sont algériens, originaires de Béjaïa en Kabylie.
Passionnée de musique depuis son enfance, elle commence à chanter à l'âge de 10 ans. Elle participe à des concours divers organisés dans sa ville et prend des cours de chant. Sa grande sœur l'inscrit un jour à l'âge de 14 ans à l'émission Graines de star, où elle échoue en finale. À 18 ans, alors qu'elle prépare son CAP de coiffure, elle rencontre un producteur qui la présente au duo de producteurs Kilomaitre.

## Carrière
À la suite de cette première rencontre avec un producteur professionnel, Melissa Merchiche veut prendre comme nom de scène « Melissa » mais celui-ci désigne déjà une autre chanteuse. Elle y ajoute donc « M », première lettre de son nom de famille.
Melissa M commence sa carrière grâce à Music Art Production qui a demandé à Tefa et DJ Masta (du collectif Kilomaître) de participer au projet[réf. nécessaire] avec Akhenaton intitulé Avec tout mon amour. C'est un remix du titre Bad boys de Marseille. Ce titre ouvre la musique du film Taxi 4. En 2004, elle est en featuring avec le chanteur Deeci sur le titre Trop longtemps (un titre composé par Mounir Belkhir).
En 2007, la chanteuse sort son premier album Avec tout mon amour. Le single Elle, une reprise écrite par Melissa M & Mounir Belkhir du titre Part-Time Lover de Stevie Wonder, entre en première place du Top 50 en France et grimpe jusqu'à la 24e de l'Ultratop 40 en Belgique. Un autre titre appelé Benthi (en arabe, « Ma fille ») est chanté en duo avec le chanteur algérien Cheb Khaled. La chanson se présente en deux voix et deux langues sur les inquiétudes des parents envers leurs enfants.
L'année suivante, la chanteuse sort Cette fois, le quatrième single de son album, qui parle d'une rupture déjà annoncée avec un compagnon. Distribué par Warner Music, il est coécrit par Melissa M et K-reen et produit par Stromae, nouvelle signature de la Team Kilomaître production. Cette chanson qui mélange la musique pop à l'electro, au R'n'B et au rap arrive à se placer à la quatrième place du classement français.
Fin 2008, elle sort Le blues de toi (une reprise du tube de Gilbert Montagné) avec le rappeur américain Pras des Fugees et enchaîne en 2009 avec Quoi que tu dises et Les mots en featuring avec Kery James, mais aucun des titres n'arrive à se classer. Un second album, annoncé en 2009, ne sort pas. En 2010, elle collabore avec Léa Castel sur la chanson Trop de mots de Kenza Farah.
En novembre 2013, Melissa M annonce son retour avec le titre Jump, en collaboration avec Jmi Sissoko.
En avril 2017, à l'occasion des dix ans de l'album Avec tout mon amour, Melissa M annonce sur les réseaux sociaux l'arrivée d'un deuxième album intitulé Inachevé..., terminé en 2014, mais pas encore commercialisé pour des raisons inconnues[pas clair]. La sortie de cet album est annoncée pour le 2 juin 2017 sur toutes les plateformes de téléchargement légales et contient douze titres dont Jump, sorti en 2013.

## Discographie

### Albums
| Année | Information                                                             | Classement des ventes | Classement des ventes | Classement des ventes |
| Année | Information                                                             | FR                    | FR (DL)               | BEL/Fr                |
| ----- | ----------------------------------------------------------------------- | --------------------- | --------------------- | --------------------- |
| 2007  | Avec tout mon amour - 1er album studio - Date de sortie : 23 avril 2007 | 19                    | 46                    | –                     |
| 2017  | Inachevé... - 2e album studio - Date de sortie : 2 juin 2017            | –                     | –                     | –                     |

DL = Téléchargements

### Singles
| Année | Single                                        | Classement des ventes | Classement des ventes | Classement des ventes | Album                    |
| Année | Single                                        | France                | France (DL)           | Belgique Fr           | Album                    |
| ----- | --------------------------------------------- | --------------------- | --------------------- | --------------------- | ------------------------ |
| 2004  | Trop longtemps (avec Deeci)                   | -                     | -                     | -                     | /                        |
| 2004  | Écoute l'echo                                 | -                     | -                     | -                     | Banlieue 13              |
| 2004  | 60 000 (Soixante mille) (avec Soldat Jahman)  | -                     | -                     | -                     | Om all stars             |
| 2005  | Baby love (avec Def Bond)                     | -                     | -                     | -                     | Special Funk - R&B       |
| 2006  | Avec tout mon amour (avec Akhenaton) (Taxi 4) | –                     | –                     | –                     | Avec tout mon amour      |
| 2007  | Benthi (avec Cheb Khaled)                     | –                     | –                     | –                     | Avec tout mon amour      |
| 2007  | Elle                                          | 1                     | 23                    | 24                    | Avec tout mon amour      |
| 2008  | Cette fois                                    | 4                     | 22                    | –                     | Avec tout mon amour      |
| 2008  | L'objectif (avec Freeman)                     | -                     | -                     | -                     | L'espoir d'un crêve      |
| 2008  | Le blues de toi (avec Pras (Fugees))          | -                     | -                     | –                     | 2e album studio (annulé) |
| 2008  | Origines (avec Amine et Meh)                  | –                     | –                     | –                     | Raï'n'B Fever            |
| 2009  | Quoi que tu dises                             | -                     | -                     | –                     | 2e album studio (annulé) |
| 2009  | Les mots (avec Kery James)                    | -                     | -                     | -                     | 2e album studio (annulé) |
| 2009  | Amour perdu (avec James Izmad)                | -                     | -                     | -                     | Number One               |
| 2010  | Trop de mots (Kenza Farah et Léa Castel)      | –                     | –                     | –                     | Trésor                   |
| 2011  | Décidé de partir (avec Jango jack)            | –                     | –                     | –                     | Zouk island 2011         |
| 2013  | Génération (avec Marechal)                    | -                     | -                     | -                     | Stars vs Rebelyon        |
| 2013  | Jump (avec Jmi Sissoko)                       | -                     | -                     | -                     | Inachevé...              |
| 2017  | Plus haut                                     | -                     | -                     | -                     | Inachevé...              |

## Clips
- 2006 : Avec tout mon amour avec la participation d'Akhenaton
- 2007 : Benthi avec la participation de Cheb Khaled
- 2007 : Elle
- 2008 : Rose de béton avec la participation de Bakar
- 2008 : Cette fois
- 2008 : Le Blues de toi avec la participation de Pras
- 2008 : Dilemme avec la participation de Heckel & Geckel
- 2009 : Quoi que tu dises
- 2017 : Plus haut

## Récompenses et nomination
| Année | Récompenses                   | Nomination            | Résultat   |
| ----- | ----------------------------- | --------------------- | ---------- |
| 2008  | Meilleure chanteuse française | NRJ Music Awards 2008 | Nomination |
| 2008  | Meilleure artiste R'N'B       | L'année du hip-hop    | Nomination |